# Lilakappen-Fruchttaube
Die Lilakappen-Fruchttaube (Ptilinopus coronulatus), auch Gemalte Fruchttaube oder Veilchenkappen-Fruchttaube genannt, ist eine Art der Taubenvögel. Sie kommt in mehreren Unterarten nur auf Inseln in Südostasien vor. 

## Erscheinungsbild
Die Lilakappen-Fruchttaube erreicht eine Körperlänge von 18 bis 21 Zentimetern. Sie ist damit kleiner als eine Lachtaube. Ihr Körperbau ist wie für die meisten Fruchttauben charakteristisch kompakt und sie ist verhältnismäßig kurzschwänzig. Ein Geschlechtsdimorphismus besteht fast nicht.
Die Kopfkappe der Lilakappen-Fruchttaube ist leuchtend lila und von einem sehr schmalen gelben Band gesäumt. Die Kehle ist gelblichgrau. Die grünlichen Brustfedern sind gegabelt. Die Kopfseiten sind grünlich. Die Körperoberseite und -unterseite ist tiefgrün. Auf dem Bauch befindet sich ein großer lilafarbener Fleck. Die Unterschwanzdecken sind gelb. Die Iris ist innen gelb und außen orange. Die Füße sind rötlich.

## Verbreitung und Verhalten
Die Lilakappen-Fruchttaube ist eine endemische Art Neuguineas. Sie kommt auf Neuguinea und einigen der angrenzenden Inseln vor. Dazu zählen unter anderem Aru, Salawati, Yapen, Kaipuri, Manam, Kairiru und Daru. Sie gilt als eine der häufigsten fruchtfressenden Tauben. Sie kommt überwiegend einzeln oder in Paaren vor. Zu losen Schwarmbildungen kommt es dann, wenn einzelne Bäume besonders reichlich Früchte tragen. Sie ist dann auch mit anderen fruchtfressenden Taubenarten vergesellschaftet. Sie hält sich meist im oberen Bereich der Baumwipfel auf und kommt nur zum Trinken auf den Boden. Die Nahrungszusammensetzung schwankt im Jahresverlauf. Wilde Feigen haben aber einen großen Anteil im Nahrungsspektrum. Das nur sehr lose zusammengefügte Nest wird verhältnismäßig niedrig auf Bäumen errichtet. Das Gelege besteht aus nur einem Ei. Beide Elternvögel brüten. Meist sitzt das Weibchen während des Tages auf dem Ei und nachts das Männchen. Die Jungvögel verlassen im Alter von zwölf Lebenstagen das Nest.

## Belege

## Weblink
- Ptilinopus coronulatus in der Roten Liste gefährdeter Arten der IUCN 2013.2. Eingestellt von: BirdLife International, 2012. Abgerufen am 6. Februar  2014.